# Autostrada Brescia-Verona-Vicenza-Padova
Autostrada Brescia-Verona-Vicenza-Padova S.p.A. – włoska spółka będąca operatorem autostrady A4 na odcinku Brescia – Wenecja (182 km.). Koncesja została wydana przez ANAS w grudniu 1999 roku. Prezesem spółki jest Attilio Schneck. Oprócz trasy A4 w gestii koncesjonariusza leży także obsługa autostrady A31. Siedziba firmy znajduje się przy Via Flavio Gioia w Weronie.